# Како је кад срце пати
Како је кад срце пати је осми студијски албум фолк певачице Јоване Типшин, издат 2009. године за КЦН Рекордс.
Насловна нумера је била хит и за њу је снимљен занимљив спот у ком певачица тугује са вереником који је рудар, и који је настрадао у рударској несрећи. Као бонус на албуму нашао се и стари хит Не заборави ме , као и ремикс песме Сенке. И на овом албуму велики број песама радио је Драган Брајовић Браја.

## Списак песама
| №   | Назив                 | Текст                 | Музика                | Трајање |  |
| 1.  | Како је кад срце пати | Драган Брајовић Браја | Драган Брајовић Браја |         |  |
| 2.  | Лудим                 | Драган Брајовић Браја | Драган Брајовић Браја |         |  |
| 3.  | Усне од леда          | Дражен Дамјановић     | Фибус (текстописац)   |         |  |
| 4.  | Ниси нормалан         | Драган Брајовић Браја | Драган Брајовић Браја |         |  |
| 5.  | Ране моје             | Аксентије Шошкић      | Аксентије Шошкић      |         |  |
| 6.  | Носим те у крви       | Дражен Дамјановић     | Папо Стојчев          |         |  |
| 7.  | Роде                  | Дражен Дамјановић     | Дражен Дамјановић     |         |  |
| 8.  | Раскршће              | Дарко Чепић           | Дарко Чепић           |         |  |
| 9.  | Клетва љубави         | Дарко Чепић           | Дарко Чепић           |         |  |
| 10. | Не заборави ме        | Драган Брајовић Браја | Фибус                 |         |  |
| 11. | Сенке                 | Драган Брајовић Браја | Драган Брајовић Браја |         |  |